# Braçadeira com suástica

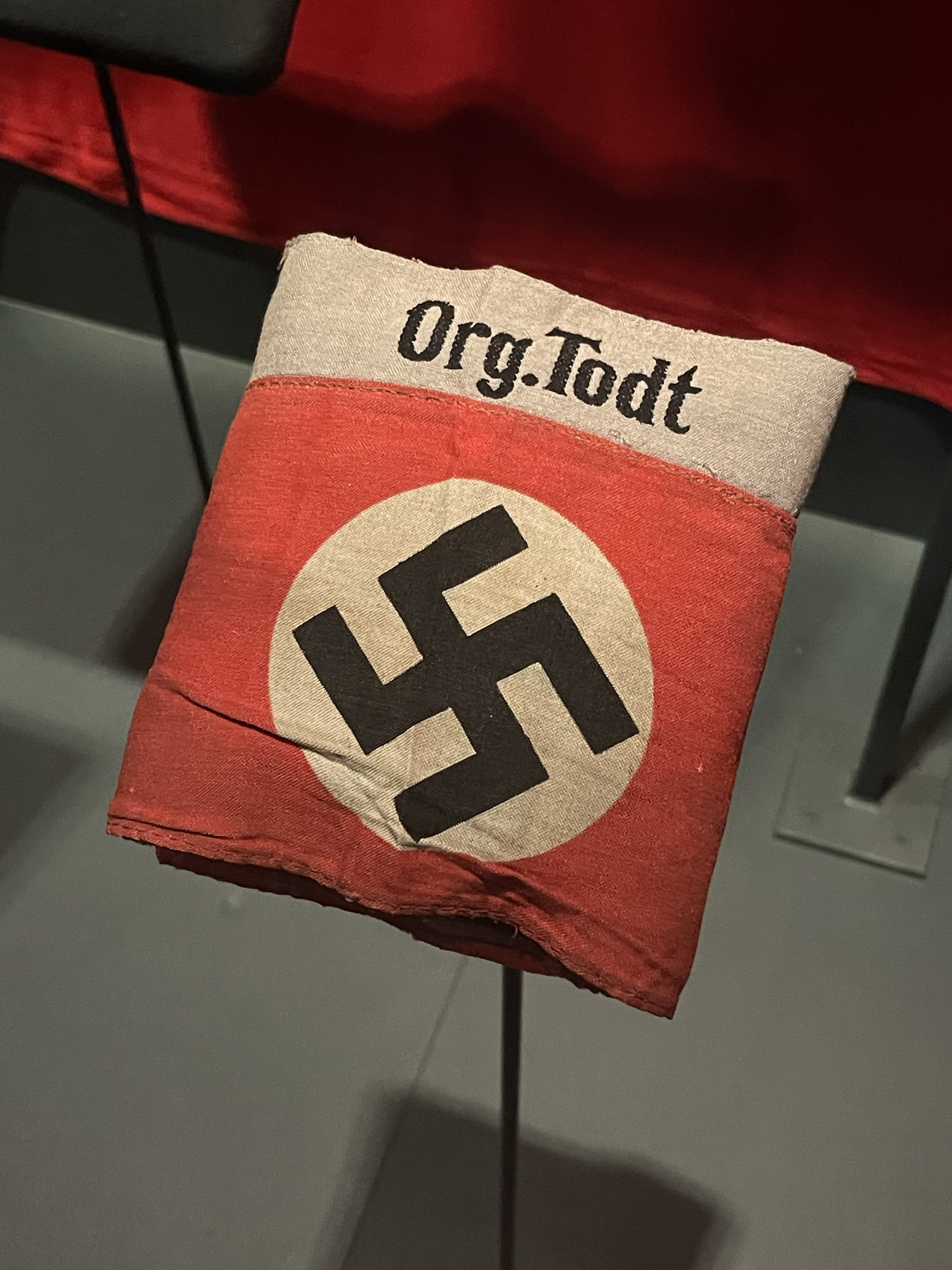
Braçadeira com suástica usada pelos membros da Organização Todt, do Airborne Museum, na França

A braçadeira com suástica (em alemão: hakenkreuzarmbinde) foi usada pela primeira vez em 1920 pelos primeiros nacional-socialistas como uma braçadeira de combate. Nela, eles adotaram a suástica do movimento Völkisch, que tinha uma forte conotação antissemita. Inicialmente, essa braçadeira servia para identificar os membros do partido NSDAP, porquanto constantemente usava-se roupas civis ou uniformes modificados da Primeira Guerra Mundial ou dos Freikorps durante as reuniões do partido, e frequentemente não eram distinguíveis dos opositores políticos. Também chamada de kampfbinde, a braçadeira passou a ser chamada oficialmente de sturmbinde em alemão a partir de 1925. Até então, existiam cerca de 38 variantes dessa braçadeira. Essa braçadeira era um símbolo significativo dos líderes nacional-socialistas. Fora do Reich Alemão, a preferência pelos uniformes dos nacional-socialistas, junto com a braçadeira, foi frequentemente caricaturada, como por exemplo, no filme "O Grande Ditador", de Charlie Chaplin.
As braçadeiras tinham que seguir as normas oficiais do Partido. Membros que não podiam pagar a confecção de suas braçadeiras por um alfaiate podiam fabricá-las por conta própria. No entanto, elas precisavam ser aprovadas por uma autoridade superior (geralmente um líder de grupo local ou regional) e recebiam um carimbo na parte esquerda da braçadeira, sendo que o carimbo cruzava o círculo e o campo vermelho. Os membros da NSDAP Partei-Bereitschaft também usavam uma braçadeira, um pouco mais estreita. Esta era tecida e trazia, em preto, a inscrição "NSDAP Partei-Bereitschaft".

## Descrição e exemplos
A braçadeira com suástica do Partido Nazista era feita de tecido de lã vermelho, com um círculo branco no centro e uma suástica negra (suástica invertida) no meio. As várias subdivisões da NSDAP frequentemente tinham suas próprias braçadeiras de combate, mas o padrão básico sempre era o mesmo, como por exemplo:
- a Sturmabteilung (SA)
- a Schutzstaffel (SS)
- a Juventude Hitlerista (HJ)
- os líderes políticos

## Primeiras braçadeiras especiais
Para o "Liga da Juventude do Partido Nazista", fundado em 13 de maio de 1922 e que usava um uniforme semelhante ao da SA, foi introduzida uma braçadeira própria em 1924. Mais tarde, esta foi adotada pela Hitlerjugend. Antes da introdução das insígnias de patente e das dragonas, desde 1921, nas organizações nazistas, a posição hierárquica do portador era indicada por várias faixas horizontais e cores.

### Sturmabteilung (SA)
(incluindo a Motor-SA e a "Juventude Trabalhista Nacional-Socialista"/Hitlerjugend)
1. SA-Mann: sem faixas; braçadeira normal nacional-socialista
2. Zugführer: duas faixas prateadas (brancas)
3. Hundertschaftsführer: três faixas prateadas
4. Regimentsführer: quatro faixas prateadas
5. Gruppenführer: uma faixa dourada[5]
6. Reichsführer SA: três faixas douradas e duas faixas finas douradas nas bordas

### Schutzstaffel (SS)
1. SS-Mann: braçadeira normal da SS
2. Stellvertretender örtlicher SS-Führer: 1 faixa branca
3. Örtlicher SS-Führer (Staffelführer): 1 faixa dourada
4. Stellvertretender Gau SS-Führer: 2 faixas brancas
5. Gau SS-Führer (Oberführer): 2 faixas douradas
6. Stellvertretender Reichsstaffelführer: 3 faixas brancas
7. Reichsstaffelführer (Reichsführer): 3 faixas douradas

Essas braçadeiras foram utilizadas até 1930, quando foram substituídas pelos distintivos de patente, que em 1933 passaram a ser complementados por dragonas.

### Unidades de Reserva a partir de 1934
As unidades de reserva da SA, SS, etc., também passaram a usar braçadeiras especiais a partir de 1934:
1. Membros da Reserva da SA usavam braçadeiras com uma faixa cinza de aproximadamente 1 cm de largura nas bordas.[5] Esta braçadeira também foi usada por outras organizações da Alemanha Nazista, exceto pela HJ e pela SS.
2. Membros das Unidades Stamm da SS e da Reserva da SS usavam a braçadeira da SS. Nos membros das Unidades Stamm, as faixas pretas da braçadeira da SS eram cinzas, e na SS-Reserva, elas eram brancas.
3. Membros da Reserva da HJ usavam a braçadeira da HJ, que, como a braçadeira da Reserva da SA, tinha uma faixa de 1 cm de largura nas bordas.
4. Membros das chamadas "SA-Wehrsport-Gemeinschaften" usavam uma braçadeira vermelha com um círculo branco, dentro do qual estava o emblema verde da SA-Wehr.[5]

## Paródias

A double-cross

Fora do Reich Alemão Nacional-Socialista, esse distintivo, juntamente com os uniformes do Partido, foi frequentemente caricaturado, sendo o exemplo mais conhecido o duplo cruzamento no filme de Chaplin O Grande Ditador. Lá, a suástica, como parte do uniforme, se transformou em um oval escuro com duas cruzes de São André brancas, dispostas verticalmente uma abaixo da outra, ligeiramente desalinhadas. O duplo cruzamento faz referência ao termo em inglês "double-cross", que significa "jogo duplo traiçoeiro". A braçadeira sobre os casacos também carrega esse símbolo alterado.